# Tautoneura smocza
Tautoneura smocza är en insektsart som beskrevs av Irena Dworakowska 1980. Tautoneura smocza ingår i släktet Tautoneura och familjen dvärgstritar. Inga underarter finns listade i Catalogue of Life.